# Põhja-Tallinn
Põhja-Tallinn (literalment Tallinn Nord) és un dels vuit districtes administratius (en estonià linnaosa) de Tallinn i el més septentrional, ocupant una península que s'endinsa dins la badia de Tallinn. Té una extensió de 15,9 km² i compta amb una població l'any 2023 de 62.190 habitants.
Alhora Põhja-Tallinn es divideix en 9 subdistrictes o barris (en estonià asum): Kalamaja, Karjamaa, Kelmiküla, Kopli, Merimetsa, Paljassaare, Pelgulinn, Pelguranna i Sitsi.
El districte és, juntament amb Kesklinn i el turó de Toompea, una de las zones més antigues de Tallinn. Hi podem trobar l'estació de tren de la ciutat i les antigues cases de fusta del barri de Kalamaja, el centre creatiu Telliskivi Loomelinnak. El nou complex Noblessner, també conegut com a Peetri sadam, una antiga zona industrial reconvertida des del 2013 en una zona residencial i cultural amb un centre d'art, una cerveseria artesana, un port esportiu, un passeig marítim i cafeteries i restaurants. L'antiga presó de Patarei. El Linnahall (inaugurat amb el nom de Palau de Cultura i Esports V.I. Lenin), un edifici polivalent construït el 1980. O el Lennusadam, una extensió del Museu Marítim d'Estònia.

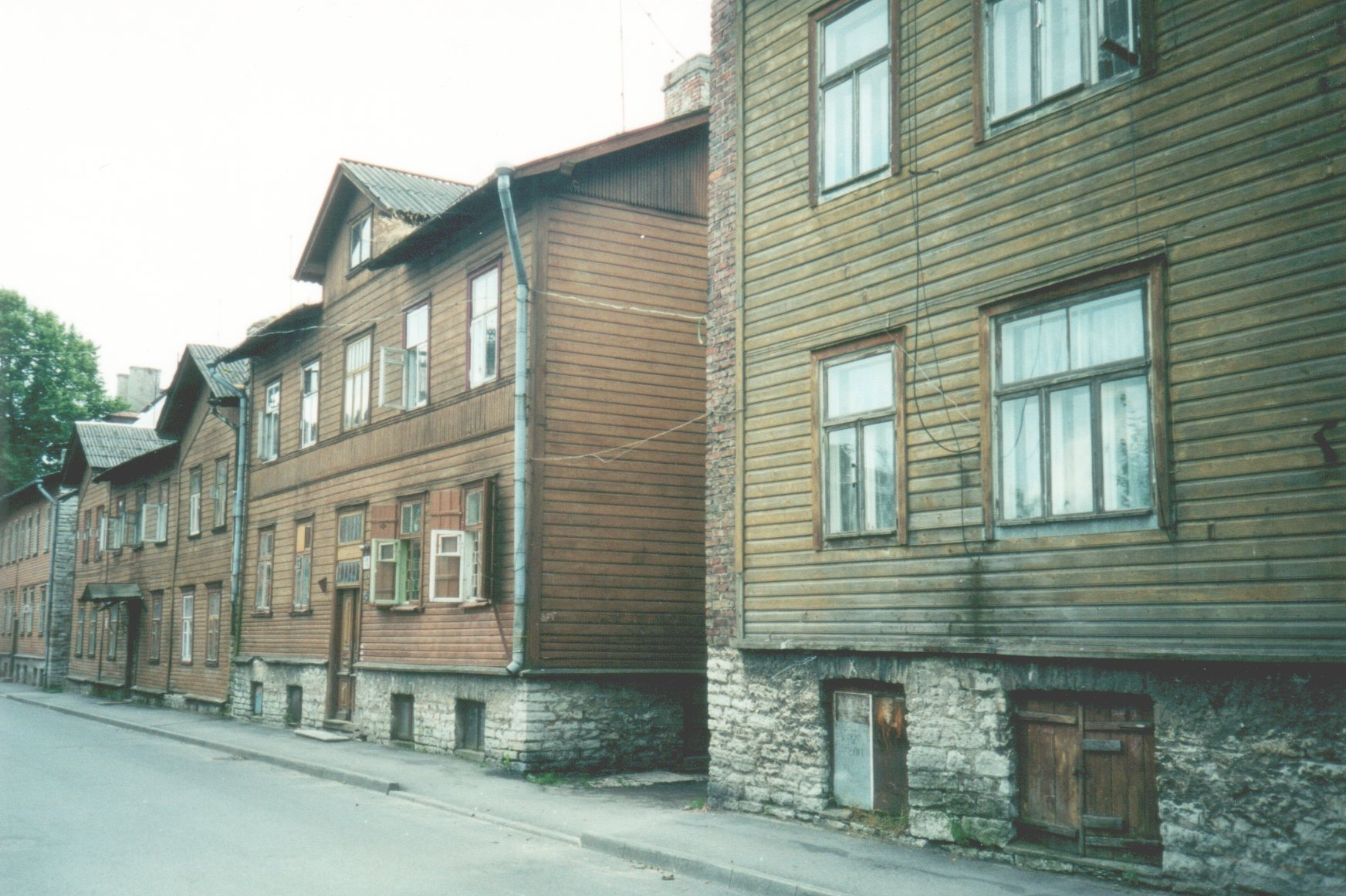
Antigues cases de fusta de Kalamaja.
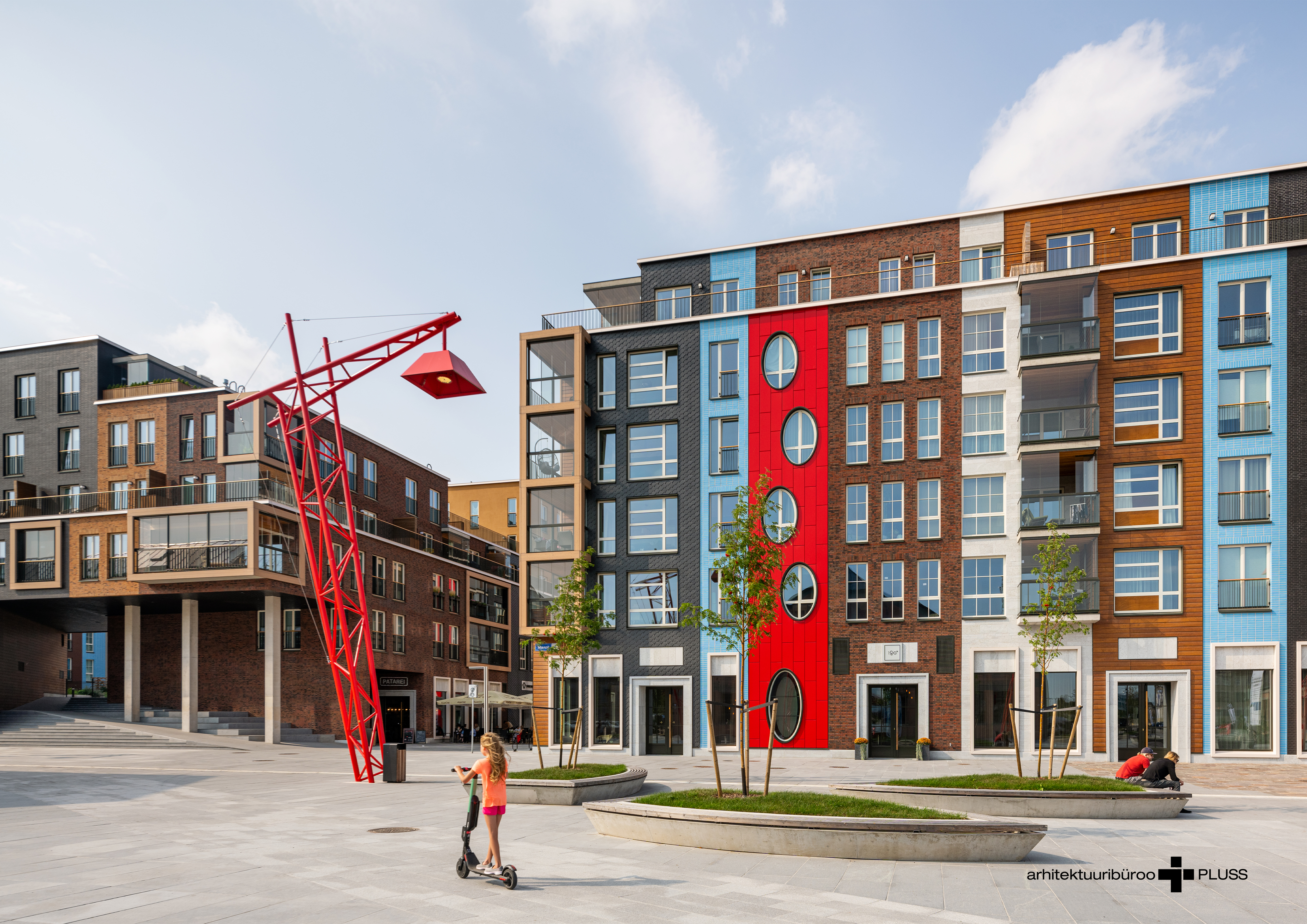
Vista dels edificis de Noblessner.
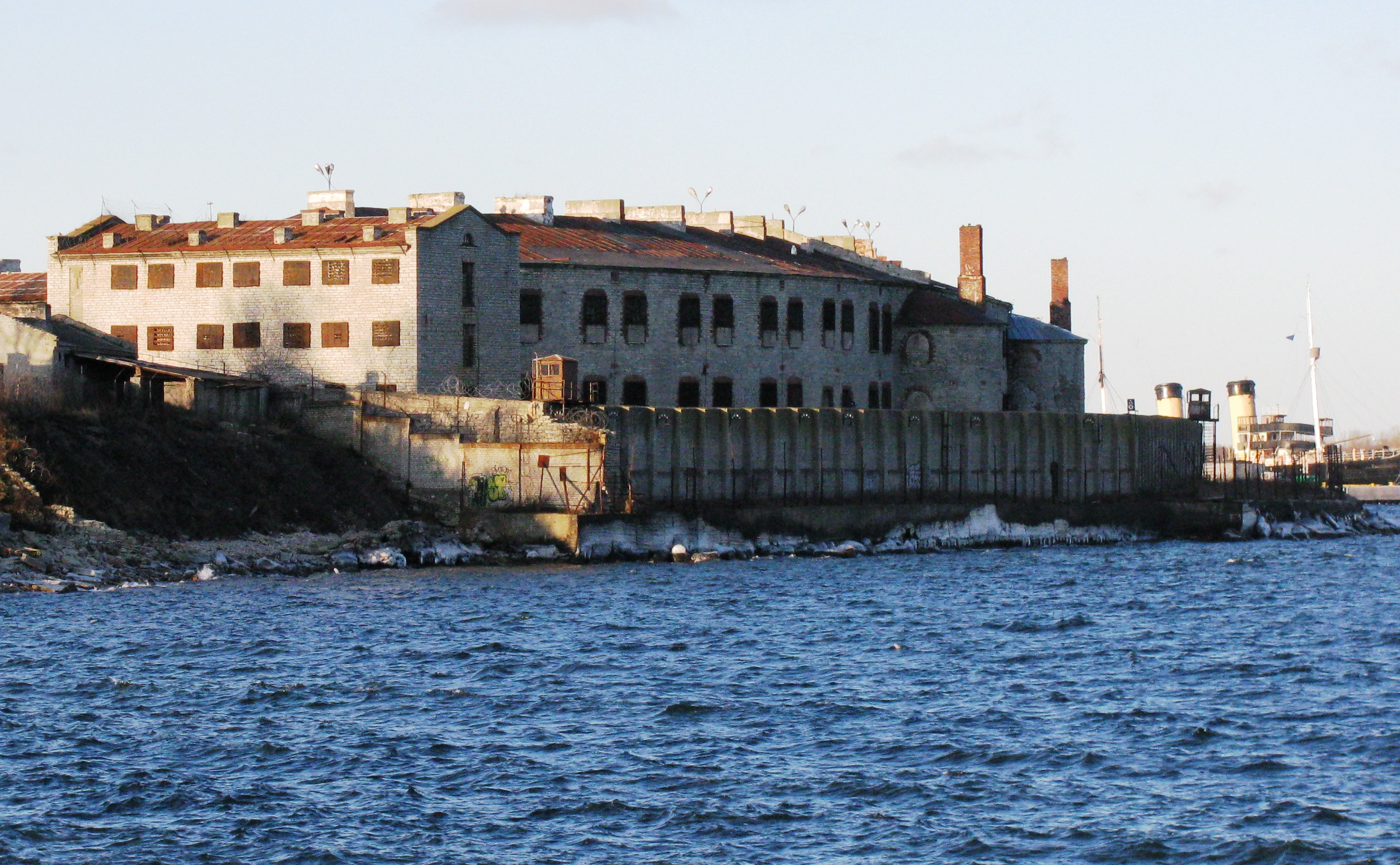
Antiga presó de Patarei.
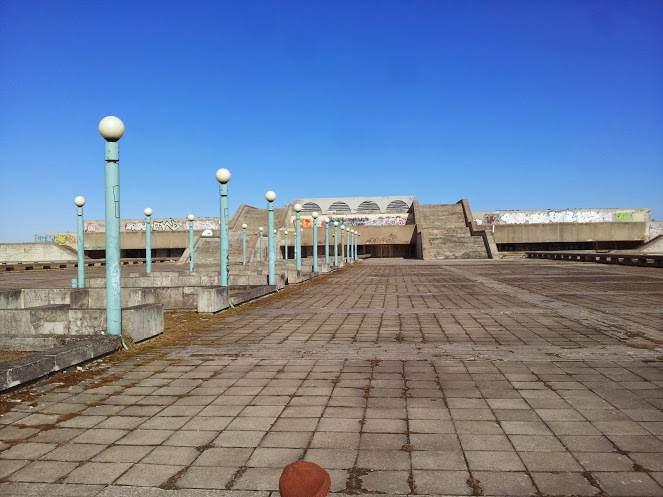
El Linnahall vist des de la ciutat.